# Gallocatéchol
Le gallocatéchol ou épigallocatéchine (EGC) est un flavanol, un type de composé chimique, une catéchine. Il est l'un des antioxydants phytochimiques présents dans les aliments, ayant la capacité de neutraliser les radicaux libres impliqués dans le vieillissement et les maladies chroniques dégénératives. Ce composé possède un épimère que l'on trouve notamment dans le thé vert, appelé gallocatéchine (GC).